# Giovanni Alberti (Mathematiker)
Giovanni Alberti (* 21. März 1965 in Ferrara) ist ein italienischer Mathematiker.

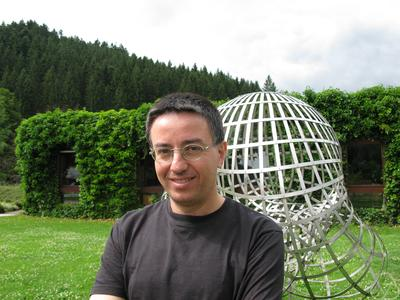
Giovanni Alberti

Alberti studierte nach dem Laurea-Abschluss 1988 an der Universität Pisa an der Scuola Normale Superiore in Pisa bei Ennio De Giorgi. Danach wurde er Professor für Analysis an der Universität Pisa.
2002 erhielt er den Caccioppoli-Preis. In der Laudatio wurden hervorgehoben:
- Sätze vom Lusin-Typ für Gradienten[2] mit Anwendungen auf Relaxationsprobleme in der Variationsrechnung.[3] Er bewies dass jedes Borel-Vektorfeld als Gradientenfeld einer stetig differenzierbaren Funktion darstellbar ist außerhalb einer Menge von (a priori vorgeschriebenem) kleinem Maß
- Sein Rang 1 Satz über eine Eigenschaft der distributionalen Ableitungen von Funktionen Beschränkter Variation (BV) löste eine Vermutung von De Giorgi und Luigi Ambrosio (1988).[4]

Weiter befasste er sich mit geometrischer Maßtheorie, Gamma-Konvergenz in der Variationsrechnung, Multiskalenproblemen, Ginzburg-Landau-Vortices und mathematischen Modellen für Phasenübergänge.